# Associazione Sportiva L'Aquila 1981-1982
Questa voce raccoglie le informazioni riguardanti l'Associazione Sportiva L'Aquila nelle competizioni ufficiali della stagione 1981-1982.

## Stagione
Per l'Associazione Sportiva L'Aquila, la stagione 1981-1982 è stata la 3ª in Serie C2 e la 22ª complessiva nel quarto livello del campionato di calcio italiano. Il club partecipò inoltre per la 3ª volta alla Coppa Italia Serie C (nuova denominazione della ex Coppa Italia Semiprofessionisti), da cui però venne eliminato già alla fase a gironi.
Dopo la girandola di allenatori della passata stagione, il presidente Luigi Galeota decise di affidare la guida tecnica a Corrado Petrelli, poi sostituito da Giorgio Bettini.
La cronica sterilità dell'attacco e le numerose lacune del portiere titolare Bortolan (che pare avesse una malformazione a un gomito), costarono la retrocessione ai rossoblù, che chiusero la stagione al penultimo posto e tornarono nei dilettanti dopo sole tre stagioni in Serie C2.

## Rosa
| N. |                   | Ruolo | Calciatore             |
| -- | ----------------- | ----- | ---------------------- |
|    | Italia (bandiera) | C     | Pietro Bencivenga      |
|    | Italia (bandiera) | P     | Bortolan               |
|    | Italia (bandiera) | P     | Giorgio Casciarri      |
|    | Italia (bandiera) | C     | Valdo Cherubini        |
|    | Italia (bandiera) | C     | Antonello Ciocca       |
|    | Italia (bandiera) | P     | Marcantonio Cirella    |
|    | Italia (bandiera) | C     | Massimo Croce          |
|    | Italia (bandiera) | C     | Luciano Del Pinto      |
|    | Italia (bandiera) | C     | Candido Di Felice      |
|    | Italia (bandiera) | D     | Luciano Di Marcantonio |
|    | Italia (bandiera) | A     | Marco Fabrizi          |
|    | Italia (bandiera) | D     | Pietro Ferzoco         |

| N. |                   | Ruolo | Calciatore          |
| -- | ----------------- | ----- | ------------------- |
|    | Italia (bandiera) | D     | Francesco Leonardis |
|    | Italia (bandiera) | C     | Angelo Matergia     |
|    | Italia (bandiera) | A     | Salvatore Militello |
|    | Italia (bandiera) | D     | Carlo Negri         |
|    | Italia (bandiera) | D     | Gian Luca Onofri    |
|    | Italia (bandiera) | D     | Sergio Petrelli     |
|    | Italia (bandiera) | D     | Marco Scisciola     |
|    | Italia (bandiera) | C     | Claudio Sebastiani  |
|    | Italia (bandiera) | D     | Mario Serafini      |
|    | Italia (bandiera) | A     | Leo Spina           |
|    | Italia (bandiera) | A     | Giuseppe Tofani     |
|    | Italia (bandiera) | D     | Maurizio Traini     |

## Risultati

### Campionato

#### Girone di andata
| 20 settembre 1981 1ª giornata | Venezia | 0 – 0 | L'Aquila |  |

| 27 settembre 1981 2ª giornata | L'Aquila | 0 – 1 | Pordenone |  |

| 4 ottobre 1981 3ª giornata | Chieti | 3 – 0 | L'Aquila |  |

| 11 ottobre 1981 4ª giornata | L'Aquila | 1 – 1 | Vigor Senigallia |  |

| 18 ottobre 1981 5ª giornata | L'Aquila | 0 – 1 | Teramo |  |

| 25 ottobre 1981 6ª giornata | Monselice | 1 – 1 | L'Aquila |  |

| 1º novembre 1981 7ª giornata | L'Aquila | 1 – 1 | Cattolica |  |

| 8 novembre 1981 8ª giornata | Conegliano | 1 – 1 | L'Aquila |  |

| 15 novembre 1981 9ª giornata | L'Aquila | 0 – 1 | Avezzano |  |

| 22 novembre 1981 10ª giornata | Lanciano | 1 – 0 | L'Aquila |  |

| 29 novembre 1981 11ª giornata | L'Aquila | 1 – 1 | Mira |  |

| 6 dicembre 1981 12ª giornata | Jesi | 2 – 1 | L'Aquila |  |

| 13 dicembre 1981 13ª giornata | Osimana | 0 – 1 | L'Aquila |  |

| 20 dicembre 1981 14ª giornata | L'Aquila | 0 – 0 | Maceratese |  |

| 3 gennaio 1982 15ª giornata | Montebelluna | 0 – 0 | L'Aquila |  |

| 10 gennaio 1982 16ª giornata | L'Aquila | 3 – 2 | Mestre |  |

| 17 gennaio 1982 17ª giornata | Anconitana | 2 – 0 | L'Aquila |  |

#### Girone di ritorno
| 24 gennaio 1982 18ª giornata | L'Aquila | 1 – 0 | Venezia |  |

| 31 gennaio 1982 19ª giornata | Pordenone | 3 – 0 | L'Aquila |  |

| 7 febbraio 1982 20ª giornata | L'Aquila | 2 – 1 | Chieti |  |

| 14 febbraio 1982 21ª giornata | Vigor Senigallia | 1 – 0 | L'Aquila |  |

| 21 febbraio 1982 22ª giornata | Teramo | 2 – 1 | L'Aquila |  |

| 28 febbraio 1982 23ª giornata | L'Aquila | 1 – 1 | Monselice |  |

| 7 marzo 1982 24ª giornata | Cattolica | 0 – 0 | L'Aquila |  |

| 21 marzo 1982 25ª giornata | L'Aquila | 0 – 2 | Conegliano |  |

| 28 marzo 1982 26ª giornata | Avezzano | 1 – 0 | L'Aquila |  |

| 4 aprile 1982 27ª giornata | L'Aquila | 2 – 1 | Lanciano |  |

| 18 aprile 1982 28ª giornata | Mira | 3 – 2 | L'Aquila |  |

| 25 aprile 1982 29ª giornata | L'Aquila | 1 – 1 | Jesi |  |

| 2 maggio 1982 30ª giornata | L'Aquila | 1 – 1 | Osimana |  |

| 9 maggio 1982 31ª giornata | Maceratese | 2 – 0 | L'Aquila |  |

| 16 maggio 1982 32ª giornata | L'Aquila | 2 – 1 | Montebelluna |  |

| 23 maggio 1982 33ª giornata | Mestre | 3 – 2 | L'Aquila |  |

| 30 maggio 1982 34ª giornata | L'Aquila | 0 – 0 | Anconitana |  |

### Coppa Italia Serie C

#### Andata
| 23 agosto 1981 2ª giornata | L'Aquila | 0 – 0 | Giulianova |  |

| 26 agosto 1981 2ª giornata | Teramo | 2 – 0 | L'Aquila |  |

| 30 agosto 1981 3ª giornata |  | – Riposo |  |  |

#### Ritorno
| 2 settembre 1981 4ª giornata | Giulianova | 1 – 0 | L'Aquila |  |

| 6 settembre 1981 2ª giornata | L'Aquila | 0 – 0 | Teramo |  |

| 13 settembre 1981 6ª giornata |  | – Riposo |  |  |

## Statistiche

### Statistiche di squadra
| Competizione         | Punti | In casa | In casa | In casa | In casa | In casa | In casa | In trasferta | In trasferta | In trasferta | In trasferta | In trasferta | In trasferta | Totale | Totale | Totale | Totale | Totale | Totale | DR  |
| Competizione         | Punti | G       | V       | N       | P       | Gf      | Gs      | G            | V            | N            | P            | Gf           | Gs           | G      | V      | N      | P      | Gf     | Gs     | DR  |
| -------------------- | ----- | ------- | ------- | ------- | ------- | ------- | ------- | ------------ | ------------ | ------------ | ------------ | ------------ | ------------ | ------ | ------ | ------ | ------ | ------ | ------ | --- |
| Serie C2             | 25    | 17      | 5       | 8       | 4       | 16      | 16      | 17           | 1            | 5            | 11           | 9            | 25           | 34     | 6      | 13     | 15     | 25     | 41     | -16 |
| Coppa Italia Serie C | -     | 2       | 0       | 2       | 0       | 0       | 0       | 2            | 0            | 0            | 2            | 0            | 3            | 4      | 0      | 2      | 2      | 0      | 3      | -3  |
| Totale               | -     | 19      | 5       | 10      | 4       | 16      | 16      | 19           | 1            | 5            | 13           | 9            | 28           | 38     | 6      | 15     | 17     | 25     | 44     | -19 |